# Zaessingue
Zaessingue (deutsch Zässingen) ist eine französische Gemeinde mit 380 Einwohnern (Stand 1. Januar 2022) im Département Haut-Rhin in der Region Grand Est (bis 2015 Elsass). Sie gehört zum Arrondissement Mulhouse, zum Kanton Brunstatt-Didenheim und zum Kommunalverband Saint-Louis Agglomération.

## Geografie
Die Gemeinde Zaessingue liegt im Sundgau, rund 20 Kilometer südlich von Mülhausen und zwölf Kilometer östlich von Altkirch. Die D 419, einst als strategische Verbindung zwischen den Festungen Hüningen und Belfort als Höhenstraße angelegt, lässt den Ort rechts liegen. Er befindet sich im lössbedeckten Sundgauer Tertiärhügelland und im Bereich der plio-/pleistozänen Sundgauschotter.
Nachbargemeinden von Zaessingue sind Rantzwiller im Norden, Kœtzingue im Nordosten, Magstatt-le-Haut im Osten, Helfrantzkirch im Südosten, Jettingen im Süden, Franken im Südwesten sowie Wahlbach im Westen.

## Geschichte
Seit dem Neolithikum besiedelt. Ersterwähnung 1222 als „Zaissingen“. Aus diesem Jahr ist eine Adelsfamilie von Zässingen dokumentiert. Die Ortsnamenendung -ingen deutet auf eine frühe Entstehung bereits zur Zeit der alemannischen Landnahme. Bis 1324 gehörte der Ort zur Grafschaft Pfirt und kam dann durch die Heirat der Johanna von Pfirt mit Albrecht II. von Österreich an Habsburg. Mit dem Übergang der elsässischen Besitzungen der Habsburger an die französische Krone im Westfälischen Frieden kam Zässingen 1648 an Frankreich.
Seit dem 13. Jahrhundert hatten Kirchen wie die Leonhardskirche und die Peterskirche in Basel sowie die Johanniter in Mülhausen Besitzungen in Zässingen.
Von 1871 bis zum Ende des Ersten Weltkrieges gehörte Zässingen als Teil des Reichslandes Elsaß-Lothringen zum Deutschen Reich und war dem Kreis Mülhausen im Bezirk Oberelsaß zugeordnet.

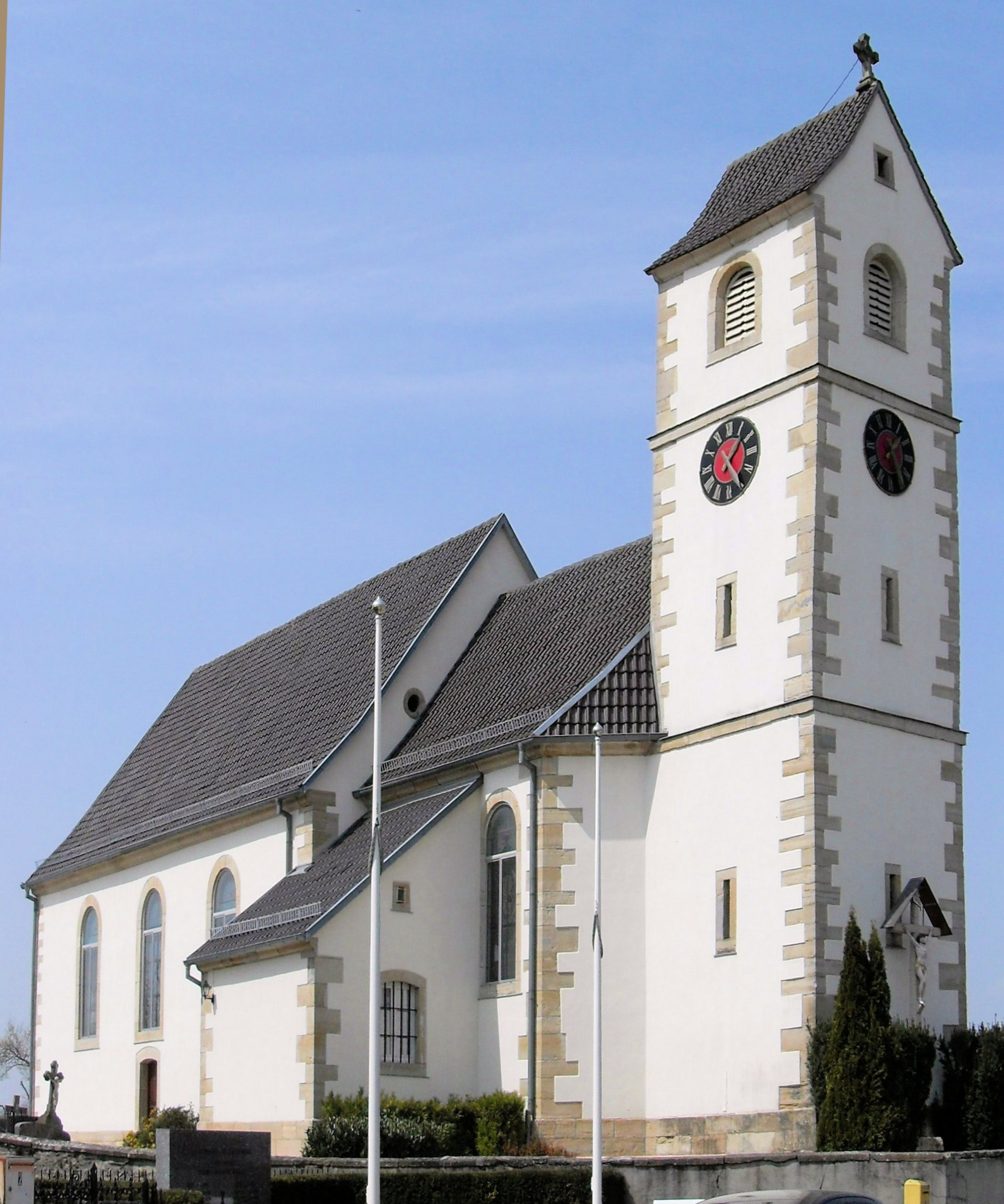
Kirche St. Peter und Paul in Zaessingue

| Jahr      | 1910 | 1962 | 1968 | 1975 | 1982 | 1990 | 1999 | 2006 | 2017 |
| --------- | ---- | ---- | ---- | ---- | ---- | ---- | ---- | ---- | ---- |
| Einwohner | 307  | 199  | 205  | 224  | 240  | 248  | 257  | 295  | 378  |

## Sehenswürdigkeiten
- Das Schiff der den Heiligen Petrus und Paulus geweihten Kirche in Zaessingue wurde 1763 gebaut. Chor, Turm und Sakristei stammen aus dem Jahr 1772. Im Innenraum stehen die Statuen der beiden Schutzheiligen. Der Hauptaltar aus dem 19. Jahrhundert ist mit Gemälden der Geburt und der Auferstehung geschmückt. Das Taufbecken aus dem Jahr 1614 weist gemeißelte Blumenmotive auf. Die Orgel von Jean Francois Verschneider aus dem Jahr 1881 ist noch im originalen Zustand.

- Das Rathaus- und Schulgebäude wurde 1847  im sachlichen Stil der Louis-Philippe-Zeit errichtet.
- 1 rue de Wahlbach, gegenüber der Kirche, ein typisches Sundgauhaus mit traufseitiger Laube, das Geländer mit geschwungenen Andreaskreuzen. Wetterdächlein an der Giebelseite, Krüppelwalm.

## Nachweise
1. 1 2  Gemeindeverzeichnis Deutschland 1900 – Kreis Mülhausen